# Saludos Amigos
Vous lisez un « bon article » labellisé en 2009.  Il fait partie d'un « bon thème ».
Série Classiques d'animation Disney
Bambi
(1942) Les Trois Caballeros
(1944)
Pour plus de détails, voir Fiche technique et Distribution.
Saludos Amigos est le 7e long-métrage d'animation et le 6e « Classique d'animation » des studios Disney. Sorti en 1942, le film est un mélange de prises de vues réelles et de séquences d'animation se situant en Amérique latine.
Destiné à inciter les pays d'Amérique latine à adhérer à la Good Neighbor Policy face au nazisme qui déchire l'Europe, Saludos Amigos (qui signifie « Bonjour les amis » en espagnol) est à la fois la première compilation de Disney et le premier film à être diffusé en Amérique latine avant de l'être aux États-Unis. Le terme compilation désigne ici le regroupement de courts métrages d'animation afin d'avoir une durée totale proche des longs métrages.
Une suite lui a été donnée deux ans plus tard : Les Trois Caballeros.

## Synopsis
Ce long métrage raconte le voyage d’agrément, en Amérique du Sud, d'un groupe d’artistes des studios Disney, dont Walt Disney lui-même. Le film comprend quatre courts métrages reliés par des documentaires en prises de vues réelles.
Lac Titicaca
Sur le lac Titicaca, l'équipe Disney rencontre un étrange touriste américain en la personne de Donald Duck, habillé d'un costume local. Ce dernier entend se rendre dans la montagne à dos de lama en ignorant que son animal est sujet au vertige…
Pedro
L'équipe Disney est impressionnée par l'aérodrome local chilien d'où partent les vols de l'aéropostale. Les dessinateurs laissent libre cours à leur imagination et inventent l'histoire de Pedro, un jeune avion décidé à remplacer son père malade…
El Gaucho Goofy
Dans la pampa, l'équipe Disney, à la vue des gauchos, imaginent intégrer un cow-boy à la région. C'est le malheureux Dingo qui s'y colle…
Aquarela do Brasil
L'équipe Disney se rend à Rio où le carnaval bat son plein. Le thème musical annuel de l'événement, la samba et l'art de la fête inspirent les dessinateurs qui créent José Carioca, un oiseau tropical multicolore…

## Fiche technique
- Titre original : Saludos Amigos
- Réalisation[1] : Norman Ferguson,  assisté de Wilfred Jackson, Jack Kinney, Hamilton Luske et Bill Roberts
- Scénario : Homer Brightman, Ralph Wright, Roy Williams, Harry Reeves, Dick Huemer et Joe Grant
  - Recherches scénaristiques : Ted Sears, William Cottrell et Webb Smith
- Conception graphique :
  - Direction artistique : Mary Blair, Lee Blair, Herb Ryman, Jim Bodrero et Jack Miller
- Supervision culture sud-américaine : Jack Cutting, assisté de Gilberto Souto, Alberto Soria et Edmundo Santos
  - Décors : Hugh Hennesy, Al Dempster, Claude Coats, Ken Anderson, Yale Gracey, Al Zinnen, McLaren Stewart, Art Riley, Dick Anthony et Merle Cox
  - Décors de El Gaucho Goofy inspirés de l'œuvre de Florencio Molina Campos
- Animation :
  - Supervision de l'animation : Bill Roberts, Jack Kinney, Ham Luske et Wilfred Jackson
  - Animateurs : Fred Moore, Ward Kimball, Milt Kahl, Milt Neil, Wooly Reitherman, Bill Tytla, Les Clark, Bill Justice, John Sibley, Hugh Fraser, Paul Allen, John McManus, Andrew Engman, Dan McManus et Josh Meador
- Photographie : Larry Lansburgh (non crédité[2])
- Effets spéciaux : Ub Iwerks
- Musique : Charles Wolcott (superviseur), Edward H. Plumb et Paul J. Smith
- Production : Walt Disney
- Société de production : Walt Disney Pictures
- Société de distribution : RKO Radio Pictures
- Pays d'origine :  États-Unis
- Langue originale : anglais
- Format : Couleurs (Technicolor) - 35 mm - 1,37:1 - Son mono (RCA Sound System)
- Durée : 42 minutes
- Dates de sortie : 
  - Brésil : 24 août 1942[3]
  - États-Unis : 6 février 1943
  - France : 11 février 1947

Sauf mention contraire, les informations proviennent de : Leonard Maltin et John Grant

## Distribution

### Distribution et voix originales
- Fred Shields : Narrateur
- Frank Graham : Narrateur[5]
- Clarence Nash : Donald Duck (voix)
- José Oliveira : José Carioca (voix)
- George Johnson : Goofy (Dingo) (voix)
- Lee Blair : lui-même
- Mary Blair : elle-même
- Walt Disney : lui-même
- Norman Ferguson : lui-même
- Frank Graham : lui-même
- Frank Thomas : lui-même

### Voix françaises
D'après le site Les Grands Classiques Disney, il existe deux doublages français : le premier, qui date de 1947, est présent sur certaines cassettes vidéo, le second date des sorties DVD.
1er doublage (1947)
- René Marc : Narrateur
- Clarence Nash : Donald Duck
- José Oliviera : José Carioca

2e doublage (1999)
- Philippe Catoire : Narrateur
- Sylvain Caruso : Donald Duck
- Éric Métayer : José Carioca
- Gérard Rinaldi : Dingo
- Xavier Fagnon : Radio

Société de doublage : Dubbing Brothers
Direction artistique dialogues : Mathias Kozlowski
Source : Carton de doublage sur iTunes.

## Distinctions

### Nominations
Oscars 1944 :
- Meilleure adaptation pour un film musical pour Edward H. Plumb, Paul J. Smith et Charles Wolcott
- Meilleure chanson originale pour Saludos Amigos (Charles Wolcott et Ned Washington)
- Meilleur son pour C.O. Slyfield

## Sorties cinéma
Sauf mention contraire, les informations suivantes sont issues de l'Internet Movie Database.

### Premières nationales
- Brésil : 24 août 1942 Première mondiale à Rio de Janeiro[3]
- Argentine : 26 août 1942
- États-Unis : 6 février 1943
- Royaume-Uni : 15 février 1943
- Grèce : 13 juin 1943
- Australie : 10 février 1944
- Espagne : 21 août 1944 (Madrid), 28 décembre 1944 (Barcelone)
- Suède : 18 mars 1946
- Italie : 19 septembre 1946
- France : 11 février 1947
- Belgique, Pays-Bas : 14 avril 1947
- Hong Kong : 18 décembre 1947
- Danemark, Norvège : 18 juin 1948
- Philippines : 15 novembre 1951 (Davao)
- Allemagne de l'Ouest : 17 mars 1953
- Finlande : 17 avril 1953
- Autriche : 26 mars 1954
- Japon : 20 mars 1957
- Corée du Sud : 31 octobre 1959

### Ressorties principales
- États-Unis : 22 juin 1949
- France : 1er décembre 1974[8]

## Sorties vidéo
- 1991 - VHS avec 1er doublage
- 1995 - LaserDisc[3].
- 7 juillet 2004 - VHS et DVD avec 2e doublage
- Avril 2008 - DVD avec Les Trois Caballeros (2e doublage)

## Origine et production

### Le studio en mauvaise posture
En 1941, le studio Disney tente de trouver de l'argent pour survivre. Les précédents longs métrages sortis en 1940, Pinocchio et Fantasia n'ont pas réalisé les résultats escomptés et ne compensent même pas la moitié de leurs coûts de production. Un autre long métrage est alors en production depuis plusieurs années, Bambi, qui bénéficie d'un budget important. Dans le but d'obtenir quelques revenus, le studio Disney lance deux films à petit budget avec l'espoir de mener à bien d'autres projets,.
Le premier projet est Le Dragon récalcitrant, mêlant documentaire en prise de vue réelle et animation, pour un budget réduit à 600 000 USD et le second est Dumbo, produit pour environ 800 000 USD,,. Ces deux films permettent, en raison de leurs coûts réduits, d'avoir quelques revenus et d'achever la production de Bambi.
Mais, fin mai 1941, une partie du personnel du studio Disney est en grève. La production du film Bambi aurait de ce fait été retardée de trois mois tandis que certains syndicalistes démissionnent ou sont licenciés du studio. Au même moment, le studio est fermé. Il rouvre le 12 septembre avec un syndicat mais avec 200 salariés en moins, dont la moitié de grévistes, et deux tiers des 300 grévistes ont été réembauchés.
C'est durant l'été 1941 que surviennent les événements à l'origine de la production de Saludos Amigos.
La Seconde Guerre mondiale fait rage en Europe mais, pour le moment, les États-Unis ne sont pas encore en guerre. Le département d'État, supervisé par Nelson Rockefeller, approche Walt Disney dans le but de représenter les États-Unis en Amérique latine et de « lutter contre le nazisme » au travers de la Good Neighbor Policy. Disney n'apprécie pas vraiment qu'on lui demande de faire un voyage diplomatique, « d'aller serrer des mains même pour une bonne cause »,. John Grant précise qu'à l'époque de nombreux Italiens et Allemands ont émigré en Amérique du Sud, où il existe une certaine bienveillance pour le fascisme et le nazisme. Pour Eric Loren Smoodin, ce voyage sert aussi « à expliquer l'Amérique du Sud au public nord-américain. »
Walt obtient de la part du gouvernement américain des garanties financières pour le voyage et aussi pour la production de quatre ou cinq courts métrages.
En raison des difficultés financières du studio des années 1940, les droits musicaux de Saludos Amigos (1942) et Les Trois Caballeros (1944) ont été confiés à Ralph Peer et la société Southern Music and Peer International.

### Voyage diplomatique en Amérique du Sud
Walt Disney s'envole pour l'Amérique du Sud le 17 août 1941 avec quelques animateurs pour une mission au caractère en partie diplomatique. Cette mission est aussi l'occasion de maintenir l'activité de ses artistes et de découvrir de nouvelles sources d'inspiration. L'équipe visite l'Argentine, le Brésil et le Chili.
Au début du film, on voit les animateurs monter à bord d'un avion et partir pour Buenos Aires mais le narrateur ne précise pas qui ils sont. Si on se fie à l'ordre du film, la première étape aurait été la Bolivie, avec le lac Titicaca, puis la ville de Mendoza, en Argentine, avant de traverser les Andes pour rejoindre le Chili. La destination, identique à celle de l'avion Pedro, est Santiago. L'équipe retourne ensuite dans la pampa argentine puis rejoint Rio de Janeiro pour assister au carnaval. Mais rien n'indique que ce soit le trajet réel.

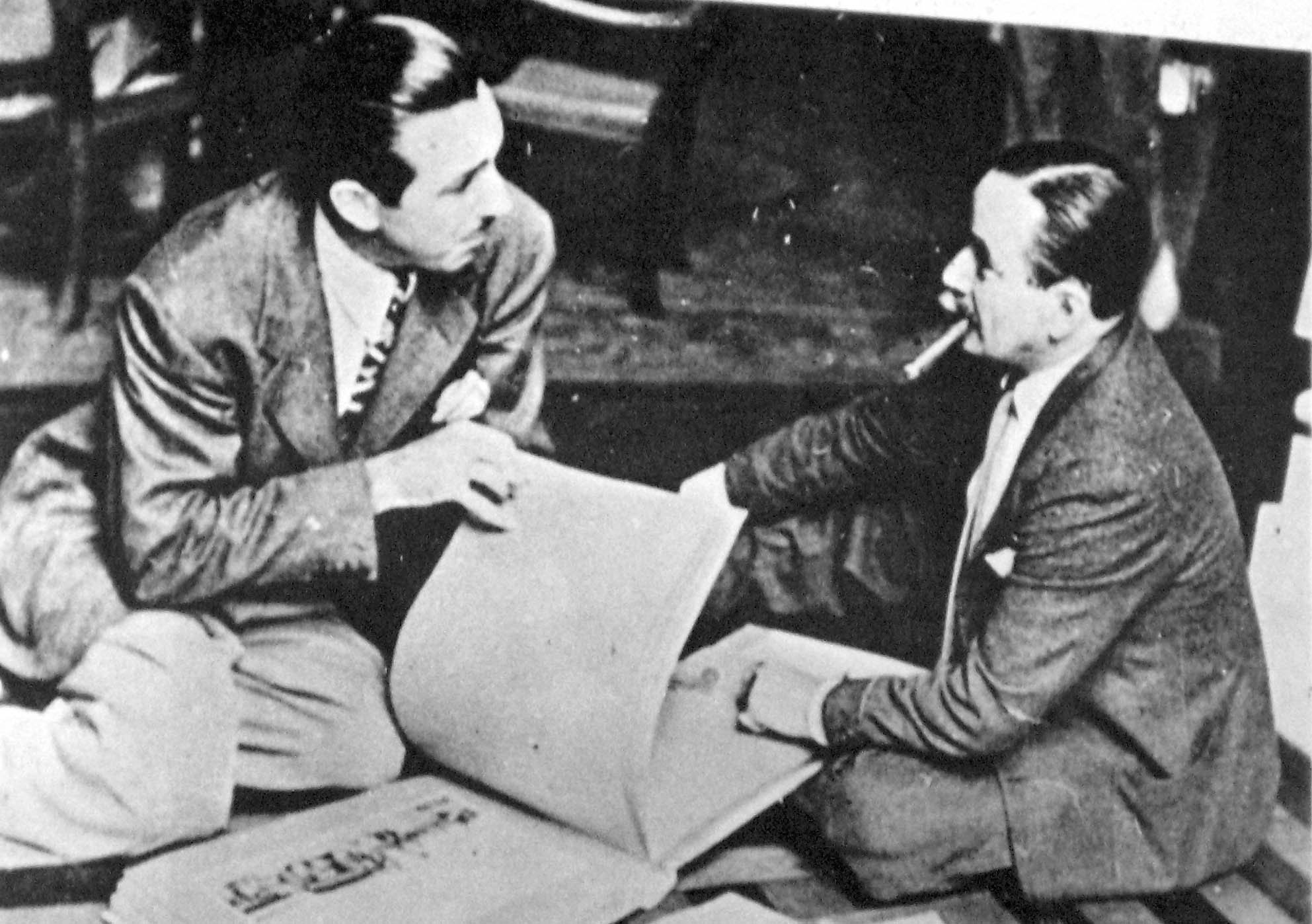
Walt Disney et Florencio Molina Campos.

Lors du séjour à Buenos Aires, Disney rencontre le peintre et illustrateur argentin Florencio Molina Campos, célèbre pour ses dessins de gauchos, qui inspire à l'équipe le court métrage El Gaucho Goofy.
À la fin du voyage, six membres du groupe s'arrêtent quatre jours à Mexico mais sans qu'un court métrage ne soit basé sur un thème mexicain (du moins dans Saludos Amigos). L'équipe revient en Californie à la fin du mois d'octobre 1941.
Grâce au fait que Walt possédait une petite caméra portative de 16 mm, il a pu faire des films souvenir. La caméra a été confiée à Larry Lansburgh mais n'est pas crédit. Ce voyage est ainsi décrit dans le court métrage South of Border with Disney (1942), simple récit avec quelques présentations de dessins de travail, narré par Walt Disney en personne, qui se fait donc aussi plusieurs fois caméraman. Dans ce film, l'équipe ayant participé à l'excursion est nommée par Walt « El Groupo », le groupe dans un portuñol approximatif.
Le 25 novembre 1963, dans une interview menée par Fletcher Markle pour la Canadian Broadcasting Corporation, Walt Disney évoque le voyage en Amérique du Sud. Il indique que l'équipe avait un camp de base à Rio de Janeiro et que plusieurs groupes ont été créés. Walt est ainsi allé au Chili avec quelques animateurs tandis qu'un groupe est allé au Pérou. En Argentine, l'équipe crée un studio temporaire et souhaite demander une subvention au gouvernement américain mais rien n'est donné. Lors de ce périple de 20 000 milles (32 187 km), il survola la jungle amazonienne, les Andes, visita le Brésil, l'Argentine et le Chili tout en discutant longuement avec l'équipage en vol et au sol pour apprendre le maximum sur ce moyen de transport.

### Les séquences
Donald est présent dans deux des quatre séquences du film et représente une caricature du touriste américain. La présence du personnage de Donald est justifiée par son caractère international, du moins par le fait que même dans sa langue natale, le canard est presque incompréhensible. À cause de cela, les animateurs ont développé pour Donald un langage corporel qui a permis de résoudre le problème de la traduction et de son coût, pour la sortie du film en Amérique du Sud. D'autres personnages ont été évoqués comme Simplet, le nain muet de Blanche-Neige, mais la teneur des émotions de Donald est plus facilement perceptible.

#### Visite au lac Titicaca
La séquence de visite au lac Titicaca met en scène le personnage de Donald Duck mais aussi un lama et un jeune enfant péruvien joueur de flûte. L'animation du lama a été confiée à Milt Kahl, qui a réalisé un lama femelle aux cils démesurés.
Pour John Grant, les gags de cette séquence sont exclusivement visuels et basés sur les interactions souvent grossières de Donald avec son entourage. Pour Barrier, le côté touristique de la séquence Lac Titicaca s'intègre mal à la série de gags impliquant Donald Duck. Pour Grant, c'est la confrontation entre l'obstination du lama et le caractère bouillant de Donald qui donne tout le rythme de cette séquence, se terminant par la destruction d'un pont de corde. Grant ajoute que cette séquence est très proche de la série des Comment… (How to…) de Dingo avec une histoire proche de « comment être un touriste au Pérou. »

#### Pedro, l'avion postal
La séquence Pedro a été réalisée par Hamilton Luske d'après une histoire de Joe Grant et Dick Huemer. Son origine serait due au grand nombre d'heures passées à voler entre les différents points du voyage.
Mais, pour Luske, habitué aux longs métrages comme Blanche-Neige et Pinocchio et aidé sur ce film par des animateurs de renom tels que Bill Tytla et Fred Moore, la réalisation de ce court métrage humanisant un avion est une défi qu'il ne semble pas, selon Barrier, avoir réussi. Ainsi, alors que le film comporte de nombreux gags légers, le public est surtout orienté vers le côté sentimental et attendrissant de l'histoire.
Grant explique que Pedro est le premier d'un nouveau genre de personnages, celui « des objets mécaniques non pensants qui parviennent à gagner notre sympathie » par des caractères anthropomorphiques. Sean Griffin parle « d'objets inanimés humanisés. » Grant le rapproche du héros de Petit Toot (1948) et, après avoir généralisé en citant Llyod Morris sur l'importance sociologique et ethnologique de l'usage d'objets animés et pensants pour la vision de la société d'alors, il ajoute que Pedro est l'un de ces charmants personnages de machine-être humain. Mais on peut remarquer que les Silly Symphonies comportent déjà des personnages de ce type avec, par exemple, les jouets mécaniques animés de Midnight in a Toy Shop (1930) et The Clock Store (1931). On peut aussi ajouter Casey Junior, qui apparaît dans plusieurs productions des années 1940 et est aussi une machine anthropomorphique.

#### Dingo, vacher argentin
La scène de la séquence El Gaucho Goofy, dans laquelle Dingo danse, a été animée par Woolie Reitherman. Selon Barrier, la taille du personnage bouge trop vite, ce qui donne un effet plus proche du danseur professionnel que du gaucho comique. Pour Grant, le court métrage Comment faire de l'équitation sorti en 1941 est simplement transposé du Texas en Uruguay (bien que la pampa soit plutôt indiquée, comme celle de l'Argentine). Sa monture, encore un cheval, est toutefois moins difficile dans cette séquence que dans le court métrage. Dingo est, en plus, confronté à une autruche, du moins un nandou d'Amérique, au graphisme proche de celles de la séquence La Danse des heures de Fantasia.
Cette séquence est, pour Maltin, caractéristique des courts métrages de l'époque avec Dingo dans des gags un peu surréalistes. Grant décrit ainsi l'un des gags : à la nuit tombée, le narrateur explique que les gauchos se servent de leurs selles pour dormir. Dingo est allongé sur le côté, la tête contre la selle mais celle-ci est toujours sur le cheval… À la répétition du terme « dormir », Dingo se retrouve allongé sous son cheval.
Maltin et Grant notent l'usage d'une nouvelle technique de transition de scènes, : un gag avec des serpillières sert ainsi de plan de coupe entre deux scènes en « essuyant la coupure. » Par deux fois, le décor est balayé par une serpillière, une fois de manière horizontale et la seconde en diagonale mais le dessin de Dingo et son cheval sont simplement comprimés par les lignes de mouvement.

#### Le Carnaval de Rio
La dernière séquence conclut le film avec le carnaval de Rio, où Donald Duck est embarqué par José Carioca, un perroquet brésilien. Le perroquet fait découvrir au canard les arts graphiques et musicaux de l'Amérique du Sud avec des peintures de l'Argentin Molina Campos et des musiques de José Oliveira, qui lui donne aussi sa voix. Le personnage de José Carioca est, selon Grant, basé sur un personnage brésilien traditionnel et a eu par la suite une carrière assez importante dans la bande dessinée. Grâce au court métrage documentaire South of Border with Disney, il est possible de voir la naissance du personnage de José Carioca. Il apparaît dans ce film dans une série de dessins non encrés, sans décor, réalisés avec deux pinceaux, animant brièvement le personnage dans quelques pas de samba.
Pour Grant, cette séquence offre à Donald la possibilité d'avoir de meilleurs souvenirs de vacances. Elle est plus calme que le voyage au Pérou principalement grâce à l'apparition de José. Pour Maltin et Grant, c'est une esquisse, un brouillon, pour le film suivant Les Trois Caballeros, principalement avec cette séquence du Carnaval de Rio et par la présence de José Carioca,.
Cette séquence comprend aussi des gags étranges, dignes de Dingo, avec, par exemple, le pinceau animé peignant le décor et recouvrant José de bleu. Ainsi, quand Donald essaye d'imiter José à la terrasse d'un café, l'alcool qu'il a en bouche parvient à allumer le cigare de José.
Le film Saludos Amigos a été terminé avant l'été 1942 et Walt Disney assiste, entre mai et juin 1942, à des sessions de prévisualisations. Son avis est alors mitigé concernant cette compilation. Disney considère que la séquence Lac Titicaca comprend « beaucoup de trucs inintéressants » mais que « l'animation du lama est très marrante ».

### Bande originale
- Saludos Amigos - Chœur (musique de Charles Wolcott, paroles de Ned Washington)
- Aquarela do Brasil - Soliste (d'après Brazil de Ary Barroso, paroles anglaises de S. K. Russell)
- Tico Tico No Fuba - José Carioca (d'après Tico Tico de Zequinha de Abreu, Aloysio Oliveira et Ervin Drake)

Source : Leonard Maltin

### Vivier de nouveaux projets et bons résultats
À la suite de la production de la séquence Pedro, une idée de réaliser un long métrage sur l'aviation a émergé en avril 1942. Le projet se transforme petit à petit en Victoire dans les airs (1943). En juin 1942, la production de quatre courts métrages est entamée pour une seconde compilation ayant pour thème l'Amérique latine. D'abord baptisée Surprise Package, elle est rebaptisée Les Trois Caballeros juste avant sa sortie en décembre 1944.
La première du film Saludos Amigos a lieu le 24 août 1942 à Rio de Janeiro. Elle remporte un bon accueil.
Disney est alors encore intéressé par les nouvelles idées que lui apportent l'Amérique du Sud et l'Amérique latine. En décembre 1942, un voyage de trois semaines est organisé au Mexique, payé par le ministère des affaires étrangères, pour Walt, sa femme et dix membres de son studio.
Saludos Amigos sort en février 1943 aux États-Unis et génère environ 623 000 USD de revenus, ce qui est modeste mais représente deux fois son coût de production, estimé à un peu moins de 300 000 $. Bob Thomas donne comme chiffre : 500 000 USD aux États-Unis, 700 000 USD en Amérique du Sud pour un budget inférieur à 300 000 $. Selon Grant la raison de ce succès économique tiendrait dans le format, une compilation de courts métrages.
| - Titre du film avec traduction anglaise - Titre du film - Titre du film avec la mention Technicolor |

Ce succès permet, en juin 1943, d'envisager plus sérieusement de nouvelles productions dont la sortie de Surprise Package avec le distributeur RKO ainsi que la sortie du projet de film sur l'aviation. Entretemps, les équipes de Disney ont réalisé deux voyages supplémentaires au Mexique. Le renommage du film Surprise Package en Les Trois Caballeros est justifié par l'arrivée d'un personnage « typiquement » mexicain, un coq. On peut entendre la chanson-titre du film Saludos Amigos en musique de fond dans Les Trois Caballeros.
Une troisième compilation inspirée par l'Amérique latine et nommée Cuban Carnival, était prévue mais le coût des Trois Caballeros, près de 2 millions de $, stoppe le projet. D'autres compilations de courts ou moyens métrages ont été produites jusqu'à la fin des années 1940 et ont permis de renflouer le studio : La Boîte à musique (1946), Mélodie du Sud (1946), Coquin de printemps (1947), Mélodie Cocktail (1948), Danny, le petit mouton noir (1949) et Le Crapaud et le Maître d'école (1949).

## Le film à travers les décennies
Après sa sortie initiale, le film, à l'opposé des autres longs métrages, n'a jamais été rediffusé au cinéma mais son contenu a servi pour des émissions de télévision dès 1955. Le film a été diffusé le 8 janvier 1958 dans  l'émission Walt Disney Presents sur ABC. Des éditions en VHS ont vu le jour en 1991 (rééditées en 2000), puis sur DVD en 2004.
Toutefois, plusieurs courts métrages publicitaires peuvent être associés au film :
- South of Border with Disney (1942), le récit du voyage
- Grain that Built a Hemisphere (1943), sur la production agricole de blé dans les deux Amériques pour soutenir l'effort de guerre[45]
- Amazon Awakens (1945) sur le développement autour du fleuve Amazone
- et les Portuguese Reading Film 1 et 2 (1945) sur l'apprentissage du portugais

La séquence Pedro a été reprise presque trait pour trait par Tex Avery dans Little Johnny Jet (1953), produit par la MGM qui partage un scénario similaire avec un autre film de Tex Avevry, One Cab's Family (1952), cette fois avec des taxis.
Une modification a été faite dans l'édition DVD du film : dans la première version, Dingo s'asseyait et fumait une cigarette mais, dans le DVD, on a effacé numériquement la cigarette et coupé la scène où il inhalait la fumée.

## Analyse
Avec 42 minutes, ce film est, à ce jour, le plus court des longs métrages de Disney (même si sa durée l'apparente en fait à un moyen-métrage),. Pour Barrier, « sa courte durée est même choquante ». Sean Griffin résume le film, de même que Les Trois Caballeros, au résultat de Disney emmenant une équipe d'animateurs en Amérique du Sud dans le cadre de la politique américaine de bon voisinage. Jerry Beck considère que l'histoire derrière le film est beaucoup plus intéressante que le film en lui-même. David Koenig impute à la grève des studios Disney et au voyage en Amérique du Sud, à l'origine de Saludos Amigos et des Trois Caballeros, les problèmes du film Dumbo.
John Grant énumère plusieurs leçons que le film aurait apporté à Disney et à son studio :
- les compilations de courts métrages sont un bon moyen de gagner de l'argent car elles sont plus économiques à produire qu'un long métrage;
- il existe un marché pour le cinéma en Amérique du Sud, ce que peu de studios américains avaient osé envisager;
- il est possible d'associer animation et acteurs en chair et en os, ce qui offre de nombreuses possibilités scénaristiques;
- Donald Duck est capable d'apparaître dans un long métrage, alors que plusieurs personnes, y compris au sein du studio, en doutaient[42].

### Première compilation Disney
Pour Leonard Maltin, le film est, comme Les Trois Caballeros, « une combinaison d'un journal de bord, d'un film d'intention d'une chambre de commerce et d'un dessin animé. » Le film est même, selon lui, une version d'essai des compilations postérieures. En considérant cette diversité, il le trouve « pas trop mal ». Bien qu'il soit ancré dans son époque, il le juge « restant agréable aujourd'hui », même s'il est nécessaire de le voir après avoir pris connaissance de son contexte. Mais le film est « très disjoint » bien que « les quatre séquences parviennent, par leurs côtés enjoués, à ne pas tenir compte de la construction », sa « mise en ordre. » Steven Watts considère Saludos Amigos comme l'archétype des productions du studio des années 1940.
Le film est court, comprend un squelette de quelques courts métrages « discrets » (souvent quatre) associés par des interludes tels que de cartes de l'Amérique du Sud, des séquences en prises de vue réelles ou des explications. Pour Maltin, ce film a contrarié beaucoup de critiques qui attendaient un nouveau Pinocchio mais Walt Disney était un homme allant dans de nouvelles directions, ne voulant jamais refaire la même chose, perdant au passage le soutien de certains critiques. Toutefois la « mesure du succès de Disney est toujours passée par la réaction du public » qui lui donne alors raison et semble « le pousser à suivre son instinct. » Eric L. Smoodin voit dans la séquence Aquarela do Brasil un prototype des vidéos musicales.
Saludos Amigos marque, pour le studio Disney, le début de presque une décennie de compilation, le long métrage d'animation suivant étant Cendrillon (1950). Entretemps, plusieurs compilations ou films mêlant animation et prise de vue réelle sont produits par le studio.

### Une vision de l'Amérique du Sud
Comme évoqué ci-dessus, le film est initié à la suite de la démarche diplomatique demandée par l'État américain envers les pays d'Amérique du Sud alors que l'Europe est en pleine guerre. À cette époque, l'influence de l'Amérique latine aux États-Unis est, selon Maltin, « personnifiée par Carmen Miranda et ses chansons dont le sens des paroles échappe à de nombreux Américains. » Il y a aussi un aspect mercantile pour les studios hollywoodiens, celui d'étendre leurs réseaux de distribution ou simplement compenser la perte du marché européen. Selon Brode, des historiens du cinéma ont noté qu'au début des années 1940 la vision hollywoodienne des autres nations change et donne à chacune une identité propre, une culture et une histoire individuelle.
Lisa Shaw et Stephanie Dennison considèrent le film comme une bonne représentation de la vision hollywoodienne de l'identité latino-américaine dans le contexte de la politique du bon voisin. Selon Howard Barnes, le film est « un puissant morceau de propagande et un brillant travail de cinématographie. » John T. McManus écrit, dans le journal communiste PM, que « la plupart d'entre nous ressent un mélange de fierté et de tristesse à la vue d'une chose grandissante mais que l'on souhaite qu'elle reste jeune. » Mais pour Smoodin, l'effet de la séquence Aquarela do Brasil est d'associer la United Fruit Company, Carmen Miranda et Donald Duck avec une image sexuelle où une Amérique du Sud en construction attend juste d'être séduite par les cowboys nord-américains, image reprise dans Les Trois Caballeros. La vision de contrée peu touchée par la guerre permet aussi d'avoir un « regain du moral des troupes. »
Pour Barrier, le film ne possède pas le parfum latino annoncé et ce pour diverses raisons, dont l'absence des membres ayant effectués le voyage en Amérique du Sud lors de la production de l'animation. Les idées à l'origine de certains courts métrages seraient même antérieures au voyage. Le voyage a permis d'ajouter une couleur locale ou régionale plus forte que si les animateurs étaient restés à Burbank grâce aux objets collectés et aux esquisses réalisées sur place.